# FA Cup 1875-1876
De FA Cup 1875-1876 was de 5de editie van de oudste bekercompetitie van de wereld, de Engelse FA Cup. Deze bekercompetitie is een toernooi voor voetbalclubs. De FA Cup werd gewonnen door Wanderers FC.

## Eerste ronde
| Thuisteam            | Uitslag  | Bezoekers            | Datum van wedstrijd |
| -------------------- | -------- | -------------------- | ------------------- |
| Sheffield            | Walkover | Shropshire Wanderers |                     |
| Leyton               | Walkover | Harrow Chequers      |                     |
| Royal Engineers      | 15-0     | High Wycombe         | 10 november 1875    |
| Maidenhead           | 2-0      | Ramblers             | 23 oktober 1875     |
| Clapham Rovers       | Walkover | Hitchin              |                     |
| Reigate Priory       | 1-0      | Barnes               | 30 oktober 1875     |
| Upton Park           | 1-0      | Southall             | 23 oktober 1875     |
| Wanderers            | 5-0      | 1st Surrey Rifles    | 23 oktober 1875     |
| South Norwood        | Walkover | Clydesdale           |                     |
| Oxford University    | 6-0      | Forest School        | 6 november 1875     |
| Old Etonians         | 4-1      | Pilgrims             | 9 november 1875     |
| Swifts               | 2-0      | Marlow               | 3 november 1875     |
| Cambridge University | Walkover | Civil Service        |                     |
| Panthers             | 1-0      | Woodford Wells       | 6 november 1875     |
| 105th Regiment       | 0-0      | Crystal Palace       | 6 november 1875     |
| Herts Rangers        | 4-0      | Rochester            | 6 november 1875     |

### Eerste ronde replays
| Thuisteam      | Uitslag | Bezoekers      | Datum van wedstrijd |
| -------------- | ------- | -------------- | ------------------- |
| Crystal Palace | 3-0     | 105th Regiment | 20 november 1875    |

## Tweede ronde
| Thuisteam         | Uitslag  | Bezoekers            | Datum van wedstrijd |
| ----------------- | -------- | -------------------- | ------------------- |
| Sheffield FC      | Walkover | Upton Park           |                     |
| Royal Engineers   | Walkover | Panthers             |                     |
| Clapham Rovers    | 12-0     | Leyton               | 18 december 1875    |
| Reigate Priory    | 0-8      | Cambridge University | 11 december 1875    |
| Wanderers         | 3-0      | Crystal Palace       | 11 december 1875    |
| South Norwood     | 0-5      | Swifts               | 11 december 1875    |
| Oxford University | 8-2      | Herts Rangers        | 18 december 1875    |
| Old Etonians      | 8-0      | Maidenhead           | 11 december 1875    |

## Derde ronde
| Thuisteam            | Uitslag | Bezoekers         | Datum van wedstrijd |
| -------------------- | ------- | ----------------- | ------------------- |
| Royal Engineers      | 1-3     | Swifts            | 29 januari 1876     |
| Wanderers FC         | 2-0     | Sheffield FC      | 29 januari 1876     |
| Old Etonians         | 1-0     | Clapham Rovers    | 29 januari 1876     |
| Cambridge University | 0-4     | Oxford University | 31 januari 1876     |

## Halve finale
| Thuisteam         | Uitslag | Bezoekers    | Datum van wedstrijd |
| ----------------- | ------- | ------------ | ------------------- |
| Wanderers FC      | 2-1     | Swifts       | 26 februari 1876    |
| Oxford University | 0-1     | Old Etonians | 19 februari 1876    |

## Finale
| Thuisteam    | Uitslag | Bezoekers    | Datum van wedstrijd |
| ------------ | ------- | ------------ | ------------------- |
| Wanderers FC | 1-1     | Old Etonians | 11 maart 1876       |

## Finale replay
| Thuisteam    | Uitslag | Bezoekers    | Datum van wedstrijd |
| ------------ | ------- | ------------ | ------------------- |
| Wanderers FC | 3-0     | Old Etonians | 18 maart 1876       |